# Euxoa excellens
Euxoa excellens là một loài bướm đêm trong họ Noctuidae.